# Municipio de Cucurpe
El Municipio de Cucurpe es uno de los 72 municipios del estado mexicano de Sonora, está ubicado en el centro-norte del estado, cerca de la zona baja de la Sierra Madre Occidental. Su cabecera municipal y localidad más habitada es el pueblo homónimo de Cucurpe, mientras que otras importantes son: Caporachi y Cañada Ancha. Fue decretado como municipio libre e independiente definitivamente el 6 de junio de 1932.
Según el Censo de Población y Vivienda realizado en 2020 por el Instituto Nacional de Estadística y Geografía (INEGI), el municipio tiene un total de 863 habitantes y posee una superficie de 1579.527 kilómetros cuadrados. Su producto interno bruto per cápita es de USD 10 032 y su índice de desarrollo humano (IDH) es de 0.6580. Como a la mayoría de los municipios de Sonora, el nombre se le dio por su cabecera municipal.

## Historia como municipio
El territorio del municipio estaba habitado en la época precolombina por nativos de las etnias pima y ópata. Con el avance de la conquista y la evangelización de la Nueva España, llegaron a esta zona misioneros y exploradores en el siglo XVII, y en el año de 1647 el padre jesuita Marcos del Río fundó la misión de Los Santos Reyes de Cucurpe. Hay que resaltar que Francisco Eusebio Kino, el conocido evangelizador de la Pimería Alta y fundador de múltiples misiones, tenía su sede en la primera de las misiones que fundó, denominada Misión de Nuestra Señora de los Dolores, (1687) la cual estaba unos kilómetros al norte del poblado de Cucurpe, y un poco más al norte estaba dentro del mismo municipio la Misión de Nuestra Señora de los Remedios de Doágibubig. En los múltiples viajes de evangelización que realizaba, volvía a su sede en la Misión de Dolores. (anexa al rancho de Dolores). De la misión no quedó nada y se construyó un pequeño monumento en su memoria. Posteriormente fundó la Misión de San Ignacio de Cabórica y una decena más. Kino falleció en la vecina población de Magdalena, en la cual ahora de Kino, haciendo en su honor una plaza monumental donde se exhiben sus restos que fueron encontrados después de un ardua búsqueda en la década de 1960. 
Fue decretado como municipio por primera vez en el año de 1813, cuando el 19 de marzo de 1812 entró en vigor la Constitución española de Cádiz en la Nueva España, la cual establecía que los poblados con más de 1,000 habitantes fueran decretados municipalidades, decretándose en total 12 (siendo ésta la primera división política del antiguo Estado de Occidente), y Cucurpe fue uno de estos en lograr poseer un gobierno municipal. Esa categoría de municipalidad se le fue retirada en 1814 por el rey de España, Fernando VII, cuando restableció la Constitución y segregó dichos primeros municipios.
Finalmente fue nombrado municipio definitivo el 6 de junio de 1932 después de separarse del de Magdalena.

## Geografía
El municipio de Cucurpe se localiza en el centro-norte del estado de Sonora en el noroeste del país, en la zona baja de la Sierra Madre Occidental y cerca del territorio del desierto de Sonora, entre los paralelos 30°10'47.28" y  30°40'44.04" de longitud norte y los meridianos 110°50'24.00" y 110°24'14.40" de longitud oeste del meridiano de Greenwich a una elevación mínima de 600 metros sobre el nivel del mar y 2,100 como máxima. Su territorio ocupa un área de 1579.527 kilómetros cuadrados. Sus límites territoriales son al norte con el municipio de Ímuris, al este con el de Arizpe, al sur con el de Opodepe, al oeste con el de Santa Ana y al noroeste con el de Magdalena. 

### Orografía e hidrografía
Cucurpe tiene generalmente un territorio montañoso, ya que el 97% de este está cubierto de elevaciones altas de la Sierra Madre Occidental, algunos puntos altos son Cerro La Estrella, Cerro Huequechi, Cerro El Manzanal y la Sierra de Cucurpe.
El territorio está en la región hidrológica Sonora Sur y en una menor parte en la Sonora Norte y en la cuenca del Río Sonora. La principal corriente de agua que cruza el municipio es el río San Miguel de Horcasitas proveniente del municipio de Ímuris, específicamente de la Sierra Azul, río que entra al territorio por el norte y se dirige al sur al municipio de Opodepe. Otras corrientes de agua intermitentes son los arroyos San Bruno, Las Rastras, San Rafael, El Alamito, Los Borregos, Sacarachi, Santo Domingo, Dolores y El Bajío.

### Turismo
Los arroyos y cañones, sirven de lugares de recreación para los habitantes de poblaciones circunvecinas. Hay que hacer notar que muchos de ellos en días de descanso buscar hacer contacto con el Arte Rupestre en Cucurpe, siendo éstos principalmente cobijos rocosos,  en el arroyo Saracachi y el Río San Miguel.

## Demografía
De acuerdo a los resultados del Censo de Población y Vivienda realizado en 2020 por el Instituto Nacional de Estadística y Geografía (INEGI), la población total del municipio es de 863 habitantes y ocupa el puesto 68° en el estado por orden de población. Del total de pobladores, 470 son hombres y 393 son mujeres. En 2020 había 533 viviendas, pero de estas 315 viviendas estaban habitadas, de las cuales 69 estaban bajo el cargo de una mujer. Del total de los habitantes, sólo 1 persona mayor de 3 años (0.1%) habla alguna lengua indígena, mientras que el 0.5% se considera afromexicano o afrodescendiente.
El 90.5% del municipio pertenece a la religión católica, el 6.84% es cristiano evangélico/protestante o de alguna variante mientras que el 1.74% no profesa ninguna religión.

### Localidades

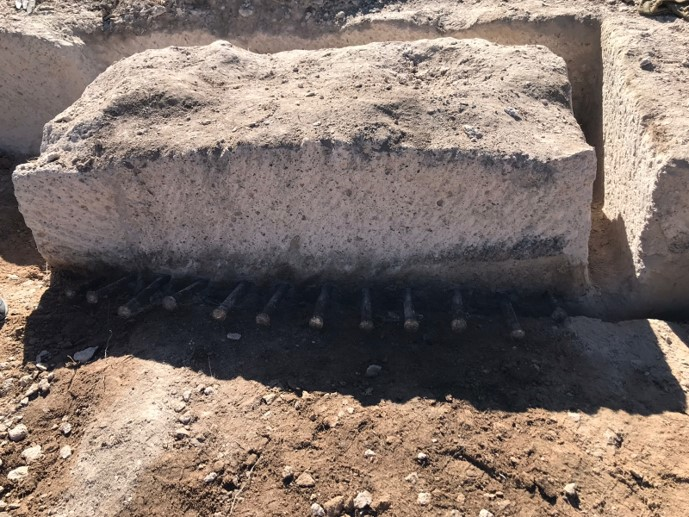
Mina de Cantera en Cucurpe Sonora

El municipio tiene un total de 80 localidades:

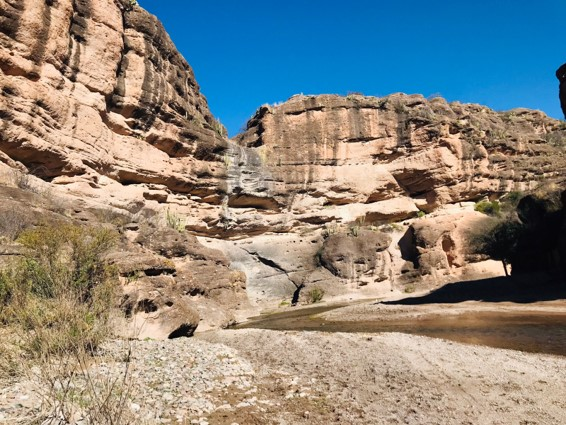
Cascada seca en el cajón de las manos pintas,

| Localidad                     | Población |
| Total del Municipio           | 863       |
| Cucurpe                       | 595       |
| Caporachi                     | 20        |
| Cañada Ancha                  | 15        |
| El Pintor                     | 13        |
| Nanebachi                     | 10        |
| El Baicimaco (Agua del Cerro) | 9         |

## Gobierno
La sede del gobierno municipal se encuentra en su cabecera en el pueblo homónimo de Cucurpe, cuyo ayuntamiento está integrado por un presidente municipal, un síndico, 4 regidores de mayoría relativa y 2 de representación proporcional, elegidos para un periodo de tres años que no puede ser reelegido para el siguiente periodo, pero si de forma no consecutiva.

### Representación legislativa
Para la elección de diputados locales al Congreso del Estado de Sonora y de diputados federales a la Cámara de Diputados de México el municipio de Cucurpe se encuentra integrado en los siguientes distritos electorales:
- Local:
  - VI Distrito Electoral Local del Congreso del Estado de Sonora con cabecera en Cananea.[13]

- Acceso al arte rupestre en la cueva de los monos, Cucurpe SonoraFederal:

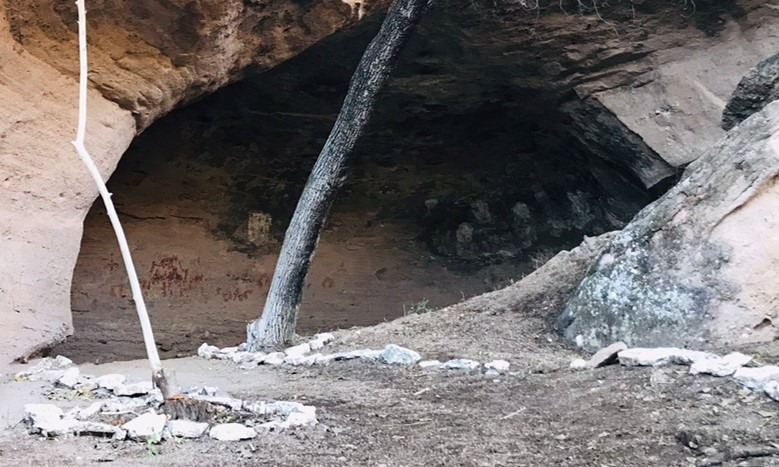
Acceso al arte rupestre en la cueva de los monos, Cucurpe Sonora

  - II Distrito Electoral Federal de Sonora de la Cámara de Diputados de México, con cabecera en Heroica Nogales.[14]

### Presidentes municipales
| Presidente                                | Inicio de Periodo | Fin del Periodo |
| Joaquín Grijalva Carranza                 |                   | 1917            |
| Luis C. Lañizares                         |                   | 1918            |
| Manuel L. Lañizares                       |                   | 1919            |
| Adolfo Saraitare                          |                   | 1920            |
| Pedro B. Soto                             |                   | 1921            |
| Antonio Lano                              |                   | 1922            |
| Joaquín Grijalva                          |                   | 1923            |
| José Juan Ruíz                            |                   | 1924            |
| Bernardo Ramírez                          |                   | 1925            |
| Jesús María Montijo Carranza              |                   | 1926            |
| Refugio Alegría                           |                   | 1927            |
| Manuel Palomino Guirado                   |                   | 1928            |
| Estolano Quijada                          |                   | 1929            |
| Eutimio Valenzuela                        |                   | 1930            |
| Eutimio Valenzuela                        |                   | 1931            |
| Comisaría                                 |                   | 1932            |
| Arnulfo Ruíz                              |                   | 1933            |
| Francisco Altamirano                      |                   | 1934            |
| Benjamín Murrieta                         | 1943              | 1946            |
| Rafael Grijalva Carranza                  | 1946              | 1949            |
| Benjamín Murrieta                         | 1949              | 1952            |
| Rafael Grijalva Carranza                  | 1952              | 1955            |
| Joaquín Murrieta Contreras                | 1955              | 1958            |
| Eduardo Sinohui Córdova                   | 1958              | 1961            |
| Manuel Alegría Barboa                     | 1961              | 1964            |
| Adalberto Palomino Valenzuela             | 1964              | 1967            |
| Octaviano León Mendoza                    | 1967              | 1970            |
| Filiberto Figueroa García                 | 1970              | 1973            |
| Guillermo León Mendoza                    | 1973              | 1976            |
| Alejandro Romero Figueroa                 | 1976              | 1979            |
| Jorge Denton Barboa                       | 1979              | 1982            |
| Manuel Ángel Palomino Montijo             | 1982              | 1985            |
| Jesús Urrea Newly                         | 1985              | 1988            |
| Filiberto Figueroa García                 | 1988              | 1991            |
| Braulio Cruz Palomino                     | 1991              | 1994            |
| Heriberto Mungaray Soto                   | 1994              | 1997            |
| Alejandro Pino Miranda                    | 1997              | 2000            |
| Lorenzo Saavedra Navarro                  | 2000              | 2003            |
| Bertha Alicia Leal Altamirano             | 2003              | 2006            |
| Filiberto Figeroa García                  | 2006              | 2009            |
| Francisco Santa María Quevedo             | 2009              | 2012            |
| Manuel Francisco Villa Paredes            | 2012              | 2015            |
| Jesús Miguel Figueroa Ibarra              | 2015              | 2018            |
| Jesús Miguel Figueroa Ibarra (Reelección) | 2018              | 2021            |
| Manuel Francisco Villa Paredes            | 2021              | 2024            |